# Kusmen
Kusmen, 1938 bis 1945: Kreuzhöhe, litauisch Kuzmai, ist ein verlassener Ort im Rajon Krasnosnamensk der russischen Oblast Kaliningrad.
Die Ortsstelle befindet sich an der Abzweigung der Kommunalstraße 27K-058 nach Tretjakowo (Sodargen) – sechs Kilometer südlich – von der Regionalstraße 27A-014 (ex R 509) von Dobrowolsk (Pillkallen/Schloßberg) – 12 Kilometer westsüdwestlich – nach Kutusowo (Schirwindt) – zehn Kilometer östlich.

## Geschichte

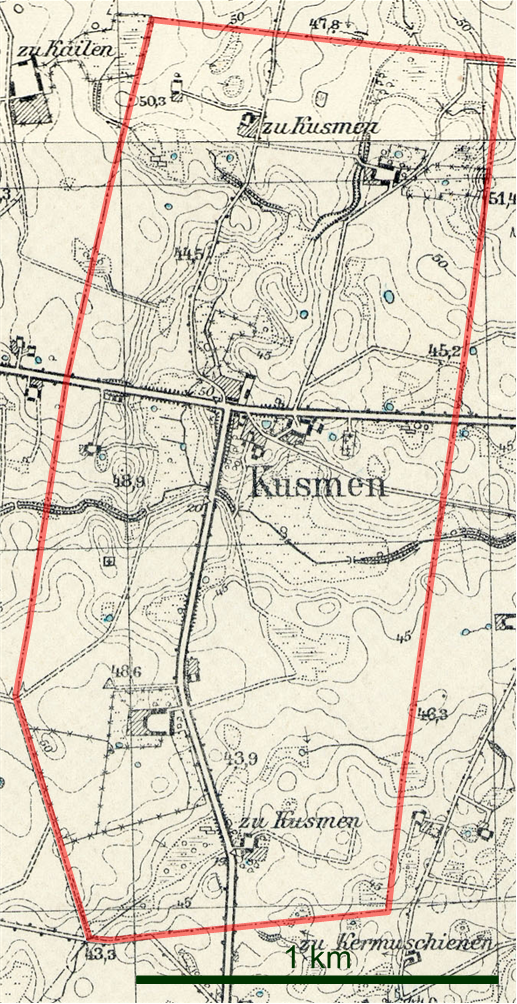
Die Gemeinde Kusmen auf zwei Messtischblättern von 1936 und 1937

Kusmen bestand schon 1734. Um 1780 war es ein königliches Bauerndorf. 1874 wurde die Landgemeinde Kusmen in den neu gebildeten Amtsbezirk Willuhnen im Kreis Pillkallen eingegliedert. 1938 wurde Kusmen in Kreuzhöhe umbenannt. 1945 kam der Ort in Folge des Zweiten Weltkrieges mit dem nördlichen Ostpreußen zur Sowjetunion. Einen russischen Namen erhielt er nicht mehr.

### Einwohnerentwicklung
| Jahr | Einwohner |
| ---- | --------- |
| 1867 | 94        |
| 1871 | 88        |
| 1885 | 107       |
| 1905 | 84        |
| 1910 | 98        |
| 1933 | 94        |
| 1939 | 95        |

## Kirche
Kusmen/Kreuzhöhe gehörte zum evangelischen Kirchspiel Willuhnen.